# European Urology
European Urology es una revista médica mensual revisada por pares que cubre la urología . Fue establecida en 1975 y es publicada por Elsevier . Es el diario oficial de la Asociación Europea de Urología . El editor en jefe es James Catto ( Universidad de Sheffield ). En 2020 la revista tuvo un factor de impacto de 20.096.

## Métricas de revista
2024
- Web of Science Group : 20.096
- Índice h de Google Scholar: 230
- Scopus: 7.584